# میخایلوفکا (شهرستان شارانسکی، باشقیرستان)
میخایلوفکا (انگلیسی: Mikhaylovka, Sharansky District, Republic of Bashkortostan) یک شهرک در شهرستان شارانسکی استان باشقیرستان کشور روسیه است.